# Katsunari Mizumoto
Katsunari Mizumoto (水本 勝成 Mizumoto Katsunari?, nacido el 19 de febrero de 1990 en Kumamoto) es un futbolista japonés que se desempeña como defensa.

## Trayectoria

### Clubes
| Club                | País  | Año         |
| ------------------- | ----- | ----------- |
| Gainare Tottori     | Japón | 2008 - 2012 |
| Kagoshima United FC | Japón | 2013 -      |

## Estadística de carrera

### J. League
| Club                | Año   | J. League | J. League | Copa J. League | Copa J. League | Total | Total |
| Club                | Año   | Part.     | Goles     | Part.          | Goles          | Part. | Goles |
| ------------------- | ----- | --------- | --------- | -------------- | -------------- | ----- | ----- |
| Gainare Tottori     | 2011  | 14        | 1         | -              | -              | 14    | 1     |
| Gainare Tottori     | 2012  | 21        | 1         | -              | -              | 21    | 1     |
| Kagoshima United FC | 2016  | 26        | 0         | -              | -              | 26    | 0     |
| Kagoshima United FC | 2017  | 30        | 4         | -              | -              | 30    | 4     |
| Total               | Total | 91        | 5         | 0              | 0              | 91    | 5     |